# Balmville
Balmville és una concentració de població designada pel cens dels Estats Units a l'estat de Nova York. Segons el cens del 2000 tenia 3.339 habitants.

## Demografia
Segons el cens del 2000, Balmville tenia 3.339 habitants, 1.257 habitatges, i 946 famílies. La densitat de població era de 608,1 habitants/km².
Dels 1.257 habitatges en un 31,4% hi vivien nens de menys de 18 anys, en un 61,1% hi vivien parelles casades, en un 10,5% dones solteres, i en un 24,7% no eren unitats familiars. En el 19,9% dels habitatges hi vivien persones soles el 8,1% de les quals corresponia a persones de 65 anys o més que vivien soles. El nombre mitjà de persones vivint en cada habitatge era de 2,65 i el nombre mitjà de persones que vivien en cada família era de 3,06.
Per edats la població es repartia de la següent manera: un 23% tenia menys de 18 anys, un 7,2% entre 18 i 24, un 27,3% entre 25 i 44, un 26,2% de 45 a 60 i un 16,3% 65 anys o més.
L'edat mediana era de 40 anys. Per cada 100 dones de 18 o més anys hi havia 90,4 homes.
La renda mediana per habitatge era de 66.979 $ i la renda mediana per família de 72.925 $. Els homes tenien una renda mediana de 50.426 $ mentre que les dones 38.884 $. La renda per capita de la població era de 30.646 $. Entorn de l'1% de les famílies i el 2,2% de la població estaven per davall del llindar de pobresa.